# Agamyxis pectinifrons
Agamyxis pectinifrons är en fiskart som först beskrevs av Cope, 1870.  Agamyxis pectinifrons ingår i släktet Agamyxis och familjen Doradidae. Inga underarter finns listade i Catalogue of Life.

## Bildgalleri

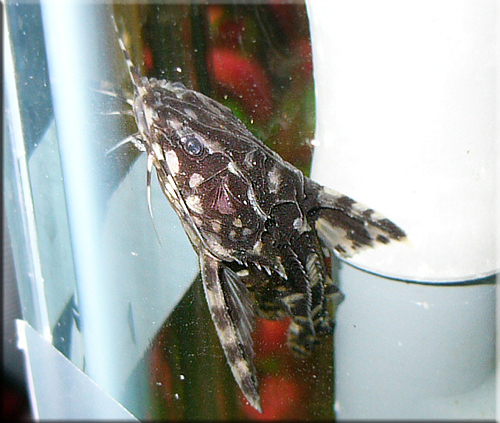